# Baurene Island
Baurene Island (englisch; bulgarisch остров Баурене ostrow Baurene) ist eine vereiste, in südost-nordwestlicher Ausrichtung 1,24 km lange und 0,35 km breite Insel vor der Graham-Küste des Grahamlands auf der Antarktischen Halbinsel. Sie ist die mittlere der Correo-Inseln in der Bigo Bay und liegt südwestlich der Magnier-Halbinsel, 0,5 km nordwestlich von Komuniga Island und 0,45 km südöstlich von Lizard Island.
Britische Wissenschaftler kartierten sie 1971. Die bulgarische Kommission für Antarktische Geographische Namen benannte sie 2015 nach der Ortschaft Baurene im Nordwesten Bulgariens.